# Codalithia quincuncialis
Codalithia quincuncialis är en fjärilsart som beskrevs av Holloway 1979. Codalithia quincuncialis ingår i släktet Codalithia och familjen nattflyn. Inga underarter finns listade i Catalogue of Life.